# VAP
VAP, Inc. (PAV inc.) é uma gravadora japonesa sediada em Tokyo, Japão. Fundada em 24 de Janeiro de 1981, esta gravadora já gravou singles e álbuns de várias bandas famosas tais como Nightmare (ナイトメア), Maximum the Hormone (マキシマム ザ ホルモン), Coldrain (コールドレイン), Saber Tiger (サーベル・タイガー), Pay money To my Pain, Fear, and Loathing in Las Vegas (フィアー·アンド·ロージング·イン·ラスベガス) entre outros cantores e bandas orientais.
O auge da gravadora foi o ano de 2004 onde suas vendas foram as melhores de sua história, conforme as estatísticas mostradas em seu site. Seu quadro atual de funcionários conta com 161 empregados sendo 43 mulheres.